# Dariusz Szubert
Dariusz Szubert (31 ottobre 1970) è un ex calciatore polacco, di ruolo centrocampista.

## Carriera
Ha giocato con club partecipanti ai campionati di Polonia, Germania, Svizzera e Belgio.
Con la Nazionale polacca ha vinto la medaglia d'argento ai Giochi olimpici 1992.